# Harald Fryklöf
Harald Leonard Fryklöf (* 14. September 1882 in Uppsala; † 11. März 1919 in Stockholm) war ein schwedischer Komponist, Musikpädagoge und Organist.

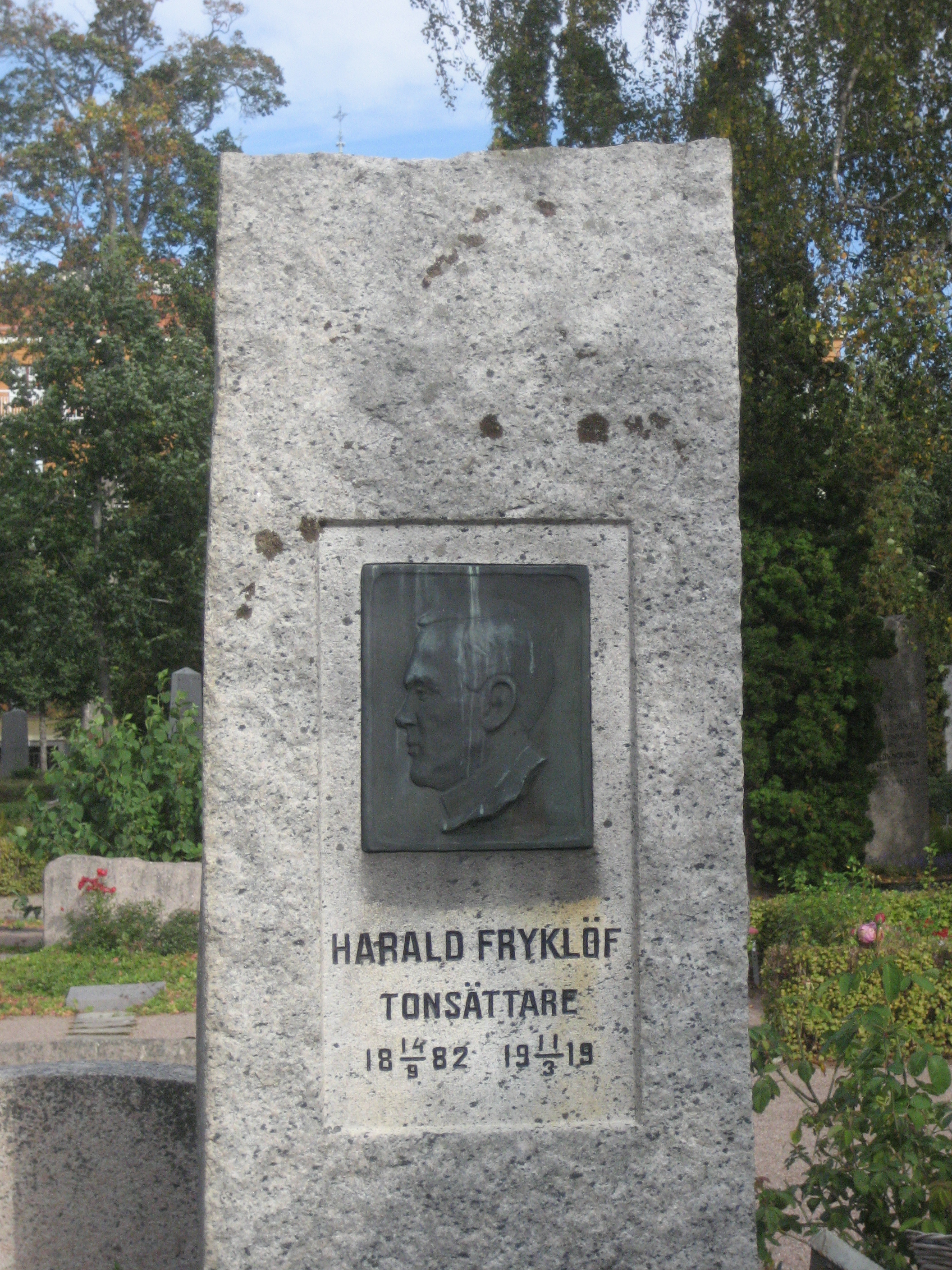
Fryklöfs Grab in Uppsala

## Leben
Fryklöf studierte von 1902 bis 1905 Komposition und Kontrapunkt an der Königlich Schwedischen Musikakademie von Stockholm und legte hier 1903 das Organistenexamen ab. Bei Philipp Scharwenka in Berlin nahm er 1905 Unterricht im Fach Instrumentation. Von 1904 bis 1910 war er Klavierschüler von Richard Andersson, an dessen Musikschule er zugleich unterrichtete. 1908 wurde er Organist an der Storkyrkan und zugleich Lehrer am Konservatorium von Stockholm.
Als Komponist trat Fryklöf vor allem mit Liedern und Klavierwerken hervor, daneben komponierte er u. a. auch mehrere Motetten, geistliche Chorlieder a cappella und weitere kirchenmusikalische Werke sowie eine Violinsonate, die als eine seiner besten Arbeiten gilt. 1916 veröffentlichte er ein Lehrbuch für Harmonielehre. Fryklöf starb 1919 im Alter von sechsunddreißig Jahren an der Spanischen Grippe.